# Donna Weinbrechtová
Donna L. Weinbrechtová (* 23. dubna 1965, Hoboken) je bývalá americká akrobatická lyžařka.
Na olympijských hrách v Albertville roku 1992 vyhrála závod v jízdě v boulích, při olympijské premiéře této disciplíny. V roce 1991 se stala ve stejné disciplíně mistryní světa, má ze světového šampionátu i dvě stříbra (1989, 1997). Má pět malých křišťálových glóbů za celkové boulařské vítězství ve světovém poháru (1990, 1991, 1992, 1994, 1996). V souboji o velký křišťálový glóbus, tedy celkové vítězství ve světovém poháru akrobatického lyžování, skončila dvakrát druhá (1990, 1996). Vyhrála v seriálu světového poháru 46 závodů, 70krát stála na stupních vítězů. Začínala jako krasobruslařka. Po ukončení sportovní kariéry se z velké části stáhla do soukromého života. Občas pracovala jako sportovní komentátor pro CBS a Fox. V roce 2004 byla uvedena do americké Národní lyžařské síně slávy. Při svém olympijském triumfu jela za doprovodu skladby Rock' n' Roll High School od skupiny Ramones.